# Town Pump
Таун Памп (с англ. Town Pump) — сеть автозаправочных станций, казино, гостиниц, отелей и магазинов, находящихся в штате Монтана, США.
Сама компания начала работу с второй половины XX века (1953 год), ее основали Том и Мэри Кеннили. В 80-х годах произошло расширение её деятельности за счет мини-маркетов, а к концу 90-х — автопарковок, автомоек, прачечных самообслуживания, гостиниц, фастфуда, ресторанов и игровых заведений.
Tаун Памп также имеет партнерские соглашения с: Эксон, Конокофилипс, авиа-турцентры, J-Тревел.